# Dicranella argentinica
Dicranella argentinica är en bladmossart som beskrevs av Jean Édouard Gabriel Narcisse Paris 1898. Dicranella argentinica ingår i släktet jordmossor, och familjen Dicranaceae. Inga underarter finns listade i Catalogue of Life.